# Mallomys rothschildi
Mallomys rothschildi är en däggdjursart som beskrevs av Thomas 1898. Mallomys rothschildi ingår i släktet Mallomys och familjen råttdjur. Inga underarter finns listade i Catalogue of Life.
Artepitetet i det vetenskapliga namnet hedrar Walter Rothschild som överlämnade ett exemplar till Oldfield Thomas.

## Utseende
Mallomys rothschildi är med en kroppslängd (huvud och bål) av 344 till 400 mm, en svanslängd av 343 till 417 mm och en vikt av 925 g till 1,5 kg en stor gnagare men andra släktmedlemmar är större. Bakfötterna är 63 till 67 mm långa och öronen är 27 till 30 mm stora. Typisk är en ullig päls med flera långa svarta täckhår inblandade. Håren på ovansidan är antingen helt svarta eller mörka med ett vitt band i mitten. Ofta förekommer en ljus tvärstrimma över ryggen kort före stjärten. Undersidans päls är ljusgrå till vit med några svarta hår som är talrikast vid ljumsken. Arten har mörka öron, morrhår och fötter. Svansen bär fjäll och fina hår och den är mjukare än hos andra släktmedlemmar. En tredje del av svansen nära bålen är svart och den bakre delen är vit. Ett annat kännetecken är orange tandemalj på framtänderna. Den diploida kromosomuppsättningen bildas av 48 kromosomer (2n=48). Honans spenar är ordnade i par och två ligger på bröstet medan fyra ligger vid ljumsken.

## Utbredning och ekologi
Denna gnagare förekommer i bergstrakter på Nya Guinea. Den vistas i regioner som ligger 1200 till 3700 meter över havet. Habitatet utgörs av bergsskogar och arten klättrar ofta i växtligheten. Individerna vilar i trädens håligheter samt kanske i grottor. Per kull föds en unge.
Mallomys rothschildi använder även epifyter som viloplats och markerar de med urin och avföring. Sovplatsen göms under blad och mossa. Denna gnagare äter bland annat unga blad av släktet Pandanus, ormbunkar, ananasväxter, bambus från släktet Nastus samt blad från släktena Rungia och Oenanthe. Infångade exemplar slog i början med tassarna och försökte bita. En tid senare hade de endast ett missnöjt läte vid störningar. Honor föder en unge per kull. En äldre unge som troligtvis fick di var i juli 158 g tung.

## Hot
Mallomys rothschildi jagas av Nya Guineas befolkning för köttets skull. Hela populationen är fortfarande stabil.  IUCN kategoriserar arten globalt som livskraftig.